# Riproduzione selettiva
Per riproduzione selettiva si intende il processo con cui l'uomo controlla la riproduzione di piante o animali al fine di selezionare artificialmente specifici tratti geneticamente determinati. Poiché questo processo riproduce (su scale temporali considerevolmente più brevi, e in modo finalizzato a scopi umani) il meccanismo della selezione naturale, esso viene anche comunemente indicato con l'espressione selezione artificiale. In termini generali, il risultato della riproduzione selettiva viene indicato come una "varietà" della specie principale; esistono tuttavia numerose denominazioni specifiche a seconda del contesto, del tipo di organismo riprodotto selettivamente, e delle tecniche specifiche impiegate. Per esempio, le varietà di cane e di altri animali domestici vengono comunemente denominate "razze", mentre le varietà botaniche possono essere indicate come cultivar o con altre espressioni.